# Lavagem das mãos

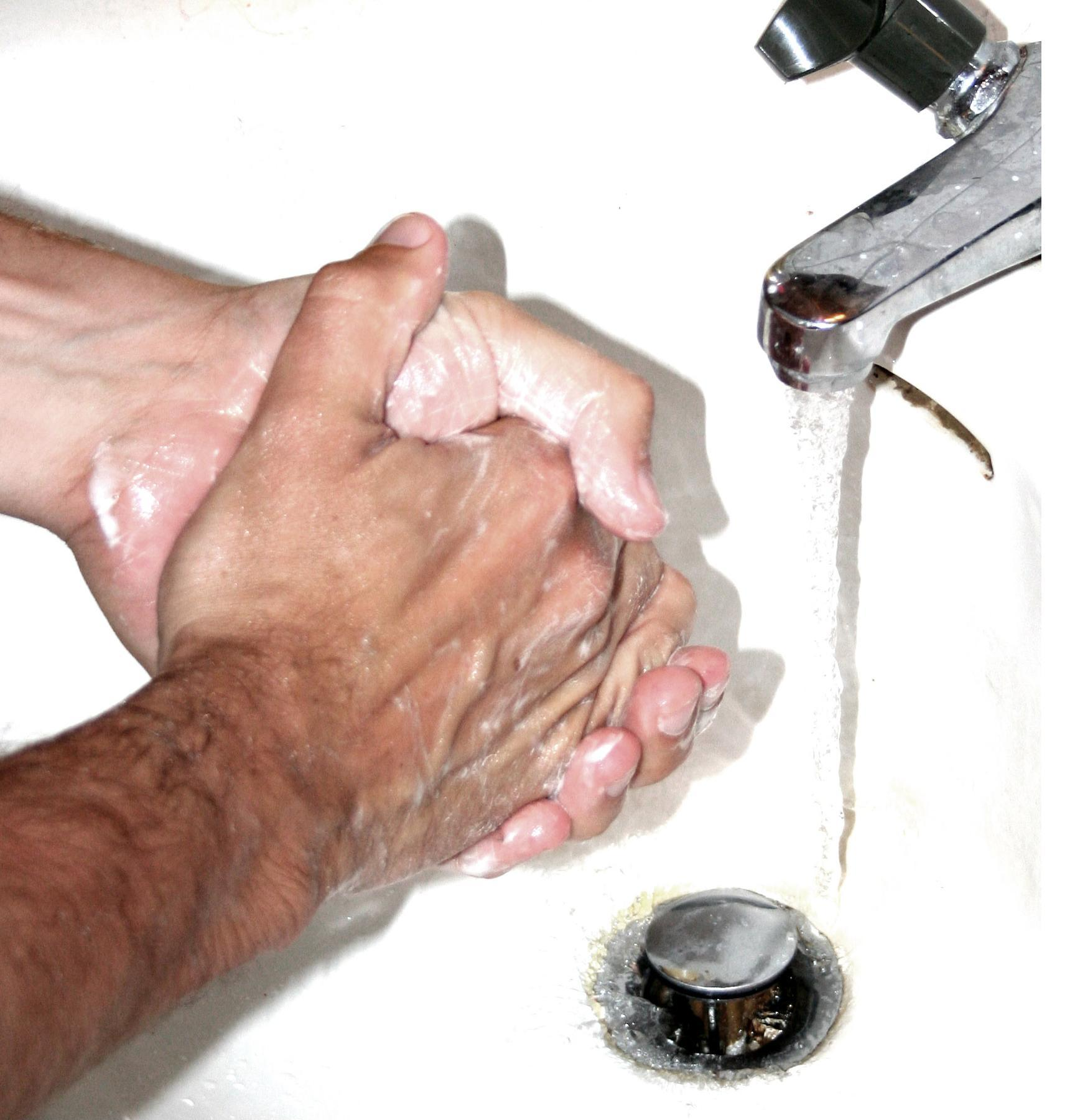
Lavagem das mãos com sabão

Lavar as mãos (ou lavar as mãos), também conhecido como higienização das mãos, é o ato de limpar as mãos com água e sabão para remover vírus, bactérias/micro-organismos, sujeira, graxa ou outras substâncias nocivas e indesejadas presas às mãos. A secagem das mãos lavadas faz parte do processo, pois as mãos molhadas e úmidas são mais facilmente recontaminadas.
Se não houver água e sabão disponíveis, pode-se usar um gel desinfetante para as mãos com pelo menos 60% de álcool na água (especificamente, etanol ou álcool isopropílico), a menos que as mãos estejam visivelmente excessivamente sujas ou gordurosas.
A Organização Mundial da Saúde (OMS) recomenda lavar as mãos por pelo menos 20 segundos antes/depois do seguinte:
- Antes e depois de cuidar de qualquer pessoa doente;
- Antes, durante e depois de preparar os alimentos;
- Antes de comer;
- Depois de usar o banheiro (para urinar, defecar, higiene menstrual, etc);
- Depois de ajudar alguém que acabou de usar o banheiro;
- Depois de assoar o nariz, tossir ou espirrar;
- Depois de tocar em um animal, ração ou resíduo animal;
- Depois de tocar no lixo;
- Depois de vir do hospital;
- Depois do trabalho;
- Depois de qualquer viagem.

As áreas mais comumente omitidas são o polegar, o pulso, as áreas entre os dedos e sob as unhas. Unhas artificiais e esmaltes lascados podem conter microorganismos. A loção hidratante é frequentemente recomendada para evitar que as mãos sequem; a pele seca pode causar danos à pele, o que pode aumentar o risco de transmissão de infecções.
Quando a lavagem e o desinfetante para as mãos não estão disponíveis, as mãos podem ser limpas com cinzas não contaminadas e água limpa, embora os benefícios e danos sejam incertos para a redução da disseminação de infecções virais ou bacterianas. No entanto, a lavagem frequente das mãos pode causar danos à pele devido ao ressecamento.